# 孫鶴圭
孫 鶴圭（ソン・ハッキュ、韓国語: 손학규、1947年11月22日 - ）は、韓国の政治家。民主党代表（2010年10月～2011年12月）。京畿道始興郡（現・ソウル特別市衿川区）生まれ。京畿高等学校、ソウル大学校政治学部を卒業、オックスフォード大学で政治学博士の学位を受けた。学生時代以来民主化運動に加わり、政治外交学者となったのちに政界に転身、保健福祉部長官・京畿道知事、統合民主党代表を歴任した。民主党常任顧問。新政治民主連合常任顧問。国民主権改革会議議長。正しい未来党代表。

## 概要

### 生い立ち
本貫は密陽孫氏。京畿道始興郡で教師をしていたソン・ビョンファとその妻ヤン・ヒョンジャの間に、10人きょうだいの末っ子として生まれる。彼が4歳のとき1950年に父は交通事故で死亡した。その後はやもめになった母に育てられる。母から師範学校に進学したいかと誘われる。
1959年、京畿中学校に入学。吹奏楽部に入部しトランペットを担当。1962年、京畿高校に進学して演劇活動を始める。1965年、ソウル大学校文理大学政治学部に入学し、文理大学演劇組で活動する。大学1年生のとき日韓条約に反対して断食の座り込みをした。1966年、韓国肥料サッカリン密輸糾弾デモに参加して無期停学処分。その後江原道旌善郡の咸白炭鉱で、通常は使うことのできない石炭のくずを選別して下ろす仕事をしていたが、トイレにあった新聞の切れ端を見て自分に対する停学が解けたことを知り学校に戻った。この際に法科大学の趙英来（のち人権派弁護士）、金槿泰（のち開かれたウリ党議長）らと出会い、一緒に運動する。1969年には民主化運動と関わって1年以上投獄などされたが、大学4年のときに軍に入隊し、35ヶ月間の軍隊生活をすごした後、陸軍兵長で除隊した。
1973年、ソウル大学校政治学科卒業後、先輩の黄晳暎と労動運動を始め、九老工業団地の電子会社などに偽装就業する。以後、都市産業宣教会のパク・ソンギュ牧師とともに清渓川板村で貧民運動を展開した。仲間たちはみな拘束されたが、すでに2回も投獄されていた彼は2年間の逃避生活をし、荒仕事や溶接作業などをして食いつないでいた。この間、彼には200万ウォンの懸賞金と2階級特進の報奨が掛けられていた。その後逮捕されたが、事件が終決するとすぐ釈放された。釈放後、彼は韓国基督教会協議会（KNCC）人権運動幹事（1977年～79年）を引き受けた。
1979年、釜馬事件の真相調査のために馬山へ行くと、戒厳司令部に逮捕されて連行された。兵士らに2日間取り調べを受け、失踪として処理され殺されそうになったが、ちょうど朴正煕大統領が死去（10・26事件）したために釈放された。
1980年、英国教会から与えられる奨学金を使ってイギリスに留学した。しかし同年に光州事件が発生し、「ソウルの春」が軍事政権によって挫折させられると、韓国に帰国して『私たちの娘、権さん』という本を刊行し、民主化運動を活発化させようとした。1988年、オックスフォード大学大学院で政治学博士の学位を受け、翌89年に仁荷大学校と西江大学校で政治外交学の教授になる。

### 政界入り
1993年、政界に進出することを決心した。西江大学校での最後の授業時間には「私が何になるかどうかではなく、私がどんな仕事をするかどうかを見守ってください」と学生たちに語り、これを座右の銘としたという。こうして第14代国会議員補欠選挙で民主自由党から出馬し、政治家になった。1995年から1996年までは民主自由党、新韓国党スポークスマンとして活動した。第15代国会議員選挙で再選、新韓国党政策調整委員長を引き受け、主要国家政策に対する政党間協議を活発化させるなどし、この能力を認められて1996年11月、第33代保健福祉部長官に就任した（～1997年8月）。仕事ぶりが良く、同部の公務員から一番一緒に働きたい長官で選ばれた。このあと第16代選挙で3選された。
2002年6月13日の第3回全国同時地方選挙で京畿道知事に当選、2006年まで第31代京畿道知事を務める。2007年3月、ハンナラ党を離党後、同年6月17日、ソウルオリンピック公園オリンピックホールで先進平和連帯を旗揚げ、2ヶ月後の同年8月に大統合民主新党（民主新党）と統合した。同党の大統領選の予備候補に出馬したが落選した。2008年1月、同党の代表に選出された。翌2月、民主新党と民主党が統合して統合民主党が誕生し、朴相千とともに同党の共同代表に就任した。
2008年4月の総選挙に、統合民主党の国会議員候補として鍾路区から出馬したが、ハンナラ党の朴振候補に僅差で敗れる結果となった。総選挙翌日の記者会見で3ヶ月以内に行なわれる代表選挙には出馬しないことを表明した。

### 民主党代表
落選後、党代表を退任し常任顧問として一線から退いていたが、2009年以降、政治活動を活発化させ、2010年10月に行われた党代表と最高委員を選出するための党指導部選挙に出馬、鄭東泳や前代表の丁世均ら有力候補を押さえて民主党の新代表に選出された。
2011年3月30日、4月27日に京畿道城南市盆唐区乙選挙区で行われる国会議員補欠選挙に出馬することを表明した。同選挙区は今回補欠選挙が行われた3選挙区中唯一ハンナラ党（与党）が議席を持っていた選挙区で同党の伝統的票田であった。その選挙区から民主党代表が出馬したことで、現政権と最大野党による真っ正面からの対決となった。選挙の結果、ハンナラ党元代表の姜在渉をおさえて当選を果たし、民主党内に一定の足場を築くと共に来年12月に予定されている大統領選挙における野党側の有力大統領候補に浮上した。
2011年10月4日、ソウル市長補選の野党陣営の予備選挙で、民主党国会議員が敗北した責任を取り、代表の辞意を表明するも、翌日、民主党の総意で撤回する。ソウル市長補選後の11月3日、12月までに来年の総選挙と大統領選挙に向け民主進歩勢力を統合した「民主進歩統合政党」を結成する考えを示した。2011年12月16日、民主党と市民統合党（親盧系の政治勢力「革新と統合」と市民団体が結成した政党）及び韓国労総が統合して「民主統合党さ」（民主党）が結成された。同日、大統領候補者は党指導部の職には就かないとの規定により、代表の座を退いた。
2012年4月の総選挙後に行われた党指導部選挙では中道系の金ハンギルを支援した。6月14日、年末に予定されている韓国大統領選挙への出馬を表明した。しかし、民主党の大統領候補を決める予備選では党主流派の支持を受けた文在寅に大差で敗れる結果となった。
2014年3月に民主党（2013年5月に民主統合党から党名改称）と新政治連合（大統領選序盤で強い支持を集めた安哲秀が新党結成準備を進めていた準備委員会の名称）が合同して新政治民主連合が結成されると常任顧問に就任、同年7月30日に行われた国会議員再補選では水原市丙選挙区（八達区）から党公認候補として出馬したが、セヌリ党候補に敗北。再補選翌日の31日、政界引退を表明した。しかし2016年10月20日に政界復帰を宣言、同時に共に民主党を離党した。
2017年1月22日、政治結社「国民主権改革会議」（主権会議）を旗揚げして議長に就任、大統領選挙に向けた動きを本格化させた。そして2月7日、国民の党との統合を宣言した。

### 正しい未来党代表として
2018年9月2日、正しい未来党代表に選出された。
2019年8月7日、徴用工訴訟問題や日本による輸出管理体制の見直しで急激に悪化した日韓関係について、「物質的賠償要求を放棄して、精神的な歴史清算を要求する方式で道徳的優位に立った外交をしよう」などの提言を行った。一方、北朝鮮と連携し、南北平和経済で日本に追いつこうと提唱する文在寅大統領に対しては、「いつ実現するかもわからない」として批判を行った。

## 家族
妻イ・ユニョンとの間に2女。うち次女のソン・ウォンピョン（孫元平）は小説家、映画監督である。
イ・ユニョンとは大学3年生のときの合コンで出会い、7年恋愛した末に結婚した。民主化運動のために逃避生活中は、妻と過ごす時間が足りなかったという。

## エピソード
2014年の政界一時引退後は全羅南道康津郡の万徳山中で隠居生活を送っていた。
聯合ニュースなどのメディアによると、孫は何らかの政治的決断を下した後、すぐに衝撃的な出来事が発生し、大衆の関心は結局そちらに行ってしまうという「孫鶴圭が動くと国に大変な事が起こる」のジンクスがあり、政界では冗談のように語り継がれる。あまりにもタイミングに運がないと見なされるため、ハフィントンポストは孫に「タイミングの魔術師」という皮肉なあだ名があると報じた。例としては以下のものが挙げられる。
- 2006年の全国行脚の最終日にソウル駅で多くの記者と支持者が待っていたが、到着直前に北朝鮮による1回目の核試験が発生した。
- 2007年1月には「21世紀の広開土戦略」を発表し、同年の大統領選挙への出馬意欲を示したが、数時間後に元総理の高建が不出馬を突然表明したため、新聞各社は高の方のニュースを大々的に報じた。
- 2007年3月にはハンナラ党を離党したが、当時は韓米FTAの交渉終盤であったため、注目的なニュースになれなかった。
- 2010年11月の民主党代表時代には「民間人査察」に対する国政調査および特検を求めて、ソウル広場で徹夜座り込みを行ったが、その翌日には北朝鮮による延坪島砲撃事件が発生したため、座り込みを中断し国会に復帰した。
- 2016年10月には隠居生活を止め政界復帰宣言をしたが、その4日後に崔順実ゲート事件が発生した。

政治家時代の最後の2019年8月には安哲秀、劉承旼にグループの合流を呼びかけたが、2人は何の反応もなく、さらに曹国の紛糾により世間からの関心も薄かった。この時も聯合ニュースは「万徳山の呪い」というジンクスに関連する呼び名を取り上げた。なお、中央日報によると孫自身もこのジンクスについて知っており、選挙に積極的に活用したことがある。

## 年表
1947年11月22日京畿道始興郡東面始興里生まれ
学歴
1953年：始興初等学校
1959年3月：梅洞初等学校卒業
1959年4月～1962年2月：京畿中学校
1962年～1965年：京畿高校
1965年～1973年：ソウル大学校政治学科。学士取得。この間、1969年～1972年まで兵役で陸軍入隊。
1981年～1988年：イギリス、オックスフォード大学政治学科に留学。政治学博士号取得
経歴
1973年：特殊地域宣教委員会貧民宣教幹事
1977年～1979年：韓国キリスト教会協議会人権運動幹事
1988年～1990年：仁荷大学校政治外交学科教授
1990年～1993年：西江大学校社会科学大、政治外交学科教授
1993年4月：国会議員補欠選挙で当選（民主自由党）。第14代国会議員（～1996年。京畿道光明市）
1996年4月：第15代総選挙で再選（新韓国党）。第15代国会議員（～2000年。京畿道光明市）
1996年11月～1997年8月：第33代保健福祉部長官
1999年：アメリカ、ジョージワシントン大学国際問題研究所、客員研究員
2000年4月：第16代総選挙で3選（ハンナラ党）。第16代国会議員（～2002年。京畿道光明市）
2002年6月：京畿道知事選挙で知事に当選。民選3期京畿道知事（2002年～2006年）
2006年6月～10月：民心100日大長征
2007年3月：ハンナラ党を離党。
2008年1月～2月：大統合民主新党代表
2008年2月～7月：統合民主党共同代表
2010年10月～2011年12月：民主党代表
2011年4月27日：国会議員補欠選挙で当選（得票率51.00％）。第18代国会議員（～2012年、民主党→民主統合党、城南市盆唐区乙）
2017年1月：国民主権改革会議議長
孫鶴圭公式ホームページの“프로필”（プロフィール）を元に作成した。

## 書籍
韓国
- 1989年：Authoritarianism and Opppsition in South Korea(London, Routledge)
- 1990年：한국사회 인식논쟁（韓国社会認識論争）共著、法文社
- 1993年：한국정치와 개혁（韓国政治と改革）、ハンウル社（ハンウルアカデミー）
- 1998年：경기2002, 새로운 희망의 중심지（京畿2002、新しい希望の中心地）、ハンウル社（ハンウルアカデミー）
- 2000年：진보적 자유주의의 길（進歩的自由主義の道） 、思考の木
- 2006年：손학규와 찍새 딱새들、新しい人々

関連書籍
- 2007年：길 위에서 민심을 만나다 - 손학규의 민심대장정、그 땀의 기록（道の上で民心に出会う－孫鶴圭の民心大長征、その汗の記録）デーウォックス
- 2007年：대한민국, 손학규를 발견하다 - 손학규를 가슴으로 만난 서른 다섯명의 이야기（大韓民国、孫鶴圭を発見する－孫鶴圭と出会った35名のお話）ランダムハウス

日本語訳
- 姜勲植・李根燮編『韓国の未来と孫鶴圭 民衆と出会うロードワークの記録』金総領訳（新幹社）、ジュンク堂書店の該当本の紹介